# Саис
Са́ис (копт. Ⲥⲁⲓ, др.-греч. Σάϊς) — город в западной части дельты Нила, на правом берегу Нила известного как Канобский рукав (теперь Рашидском), известный древним египтянам как Sꜣw. Это был центр провинции Сапех, пятого сепата Нижнего Египта и столицей Египта во времена XXIV династии (около 732–720 гг. до н.э.) и XXVI Саисской династии (664–525 гг. до н.э.) в поздний период. Современное название — Са эль-Хагар (араб. صا الحجر‎).

## История

### Древность
В 1999 году в Саисе было обнаружено поселение эпохи неолита, датируемое 5000 годом до нашей эры. В этот период здесь, а также в другом похожем месте, Меримда-Бени-Салама, расположенном примерно в 80 км к югу от Саиса, появилось сельское хозяйство.
Период неолита в Саисе состоит из трёх этапов. Самыми ранними фазами являются ранний неолит (Саис I) и поздний неолит (Саис II). Во времена раннего неолита это место зародилось как рыбацкое поселение, но позже, в период среднего и позднего неолита, здесь поселились земледельцы для возделывания поймы.
Переход от рыбопереработки к оседлому охотничьему и сельскохозяйственному хозяйству может быть связан с постепенными изменениями климатических условий, начиная с 4600 года до н.э. Считается, что в это время началась влажная фаза среднего голоцена.

### Египет фараонов
Саис существовал уже при первых династиях фараонов и упоминается в текстах пирамид как важный религиозный центр. Город также был промышленным центром: здесь ткались египетские полотна, шедшие на потребности культа и для мумий.
Саис был центром культа богини Нейт; её храм был одним из обширнейших в Египте, её жрецы славились своей учёностью и сделали Саис центром науки. Культ Нейт был засвидетельствован ещё во времена I династии Египта (около 3100–3050 гг. до н.э.). Знаменитые греки, такие как Геродот, Платон и Диодор Сицилийский, отождествляли её с Афиной и, следовательно, предполагали изначальную связь с Афинами. Диодор утверждал, что именно афиняне основали город до всемирного потопа. В то время как все греческие города были разрушены во время этого катаклизма, включая Афины, Саис и другие египетские города уцелели.
Особенного процветания город достиг в Третий переходный период, когда во время додекархии его царьки стали стремиться к объединению под своей властью Египта и действовали, опираясь на Ассирию, против кушитов. Со времён Псамметиха I в Египте началась «саисская эпоха». Саис становится столицей, украшается и богатеет. Даже Камбиз, покорив Египет, нашёл необходимым быть посвящённым в мистерии Нейт.

### Античность
Геродот писал, что именно в Саисе находилась могила Осириса, там на священном озере совершались ночные мистерии посвящённые ему, в городе имелась колоссальная стена в 790 шагов длины и 20 ширины, а также холм, покрывающий место дворца и храма. При Птолемеях в Саисе собирались съезды египетских жрецов.
В Тимее и Критии Платона (около 395 г. до н.э., через 200 лет после визита греческого законодателя Солона) Саис это город, в котором Солон услышал от египетского жреца историю Атлантиды, её военной агрессии против Греции и Египта, её окончательного поражения и разрушения в результате катастрофы, вызванной богами, чтобы наказать атлантов. Солон посетил Египет в 590 году до н.э. Платон также упоминает этот город как место рождения фараона Амасиса II.«Са ибн Мисру»
Плутарх говорил, что на святилище Исиды, которое он отождествляет с греческой Афиной, в Саисе была надпись: «Я - всё, что было, есть и будет; и моё покрывало до сих пор не поднимал ни один смертный».
На сегодняшний день не сохранилось никаких следов этого города, существовавшего до конца Нового царства (около 1100 г. до н.э.), из-за масштабного разрушения города себахинами (фелахами, вывозившими глиняные кирпичи с древних построек для использования в качестве удобрения), от которого осталось лишь несколько рельефных блоков.
Хотя предполагаемое место раскопок в Са эль-Хагаре мало что говорит об этом городе, утверждается, что обелиски на площади Минервы и в городе Урбино в Италии, происходят из Саиса.
Согласно Иоанну Никиусскому, во время исламского завоевания Египта в Саисе произошла битва между армией халифата Рашидун и армией Восточной Римской империи. После попадания города под власть арабов, его переименовали в Са эль-Хагар. По крайней мере, до начала 700-х годов город был центром пага, также тут была резиденция христианского епископа. Средневековые писатели, такие как Якут аль-Хамави, Аль-Макризи и Аль-Калкашанди, приписывали основание города некоему «Са ибн Мисру»; Ибн Ияс называл основателя «Са ибн Маркнус». В этот период строительный материал с древних построек начали растаскивать на разные нужды. Макризи упоминает о городе ещё в XV веке. Ко времени Ибн Ияса (1448–1524 годы) город был почти полностью разрушен, хотя город продолжал существовать.

### Новое время
Впервые на развалины Саиса обратил внимание Карстен Нибур (1762—1767 годы), описание их дано в трудах Наполеоновской экспедиции, у Шампольона и Лепсиуса.
Согласно переписи населения Египта 1885 года, Са эль-Хагар был зарегистрирован как нахия в округе Кафр-эз-Зайят мухафазы Гарбия; в то время население города составляло 4474 человека (2250 мужчин и 2224 женщины).

## Медицинская школа
С храмом в Саисе была связана медицинская школа, как и со многими древнеегипетскими храмами. В медицинской школе в Саисе было много студентов и, по-видимому, также женский преподавательский состав, в основном в области гинекологии и акушерства. В Саисе сохранилась надпись того периода, которая гласит: «Я окончила медицинскую школу в Гелиополисе и училась в женской школе в Саисе, где божественные матери научили меня лечить болезни».

## В культуре
В третьей части произведения Гектора Берлиоза «Детство Христа» (L'enfance du Christ) действие происходит в Саисе, где проходит детство Иисуса до 10-летнего возраста, после того как его родители покидают родину, спасаясь от резни младенцев, устроенной Иродом.
Саис изображён в видеоигре Assassin's Creed Origins. Здесь он изображён находящимся под контролем члена Ордена Древних по имени Скарабей.
В Саисе происходит действие романа Новалиса «Ученики в Саисе».